# Zeylanacris crassibrachiatus
Zeylanacris crassibrachiatus är en insektsart som först beskrevs av Henry, G.M. 1933.  Zeylanacris crassibrachiatus ingår i släktet Zeylanacris och familjen gräshoppor. Inga underarter finns listade i Catalogue of Life.